# João Monlevade (kommun)
João Monlevade är en kommun i Brasilien.   Den ligger i delstaten Minas Gerais, i den sydöstra delen av landet, 700 km sydost om huvudstaden Brasília. Antalet invånare är 73 451.
Följande samhällen finns i João Monlevade:
- João Monlevade

Runt João Monlevade är det i huvudsak tätbebyggt. Runt João Monlevade är det tätbefolkat, med 709 invånare per kvadratkilometer.